# Igreja Evangélica Presbiteriana de Timor-Leste
A Igreja Evangélica Presbiteriana de Timor-Leste (Igreja Evangelica Presbyteriana iha Timor Leste em tétum) é uma denominação reformada presbiteriana formada em 2011 no Timor-Leste por meio de atividades missionárias da Igreja Presbiteriana da Austrália e um grupo de membros que se separaram da Igreja Protestante em Timor-Leste.

## História

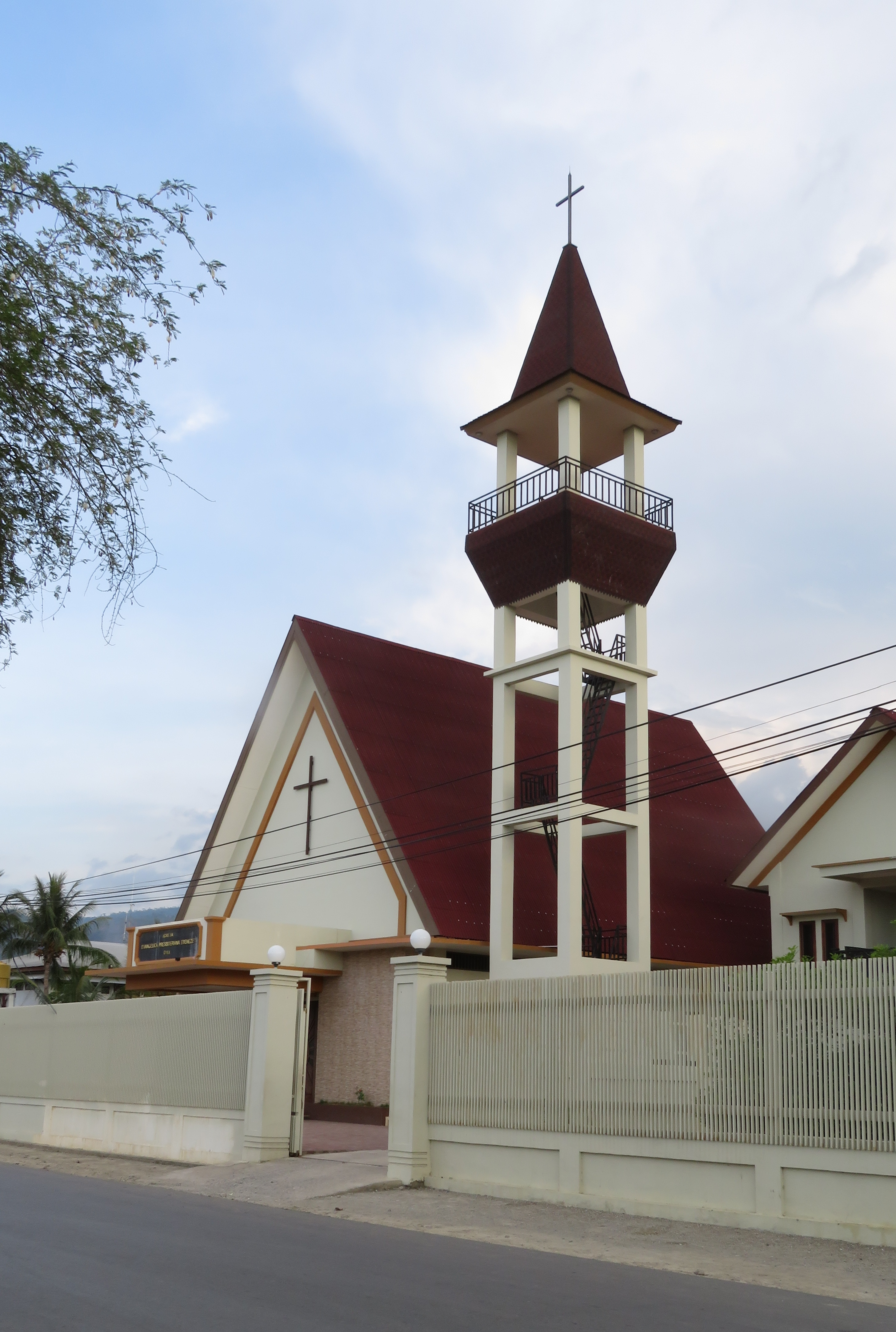
Igreja Ebenezer no bairro Caicolí, Díli

Na década de 1970, foi fundada no Timor-Leste a Igreja Protestante em Timor-Leste quando o país esteve sobre o poder da Indonésia, e cresceu rapidamente. A igreja teve grande influência das igrejas reformadas do país vizinho, porém, com a independência a igreja perdeu muito de sua parceria e membros que eram indonésios.
A partir do ano 2000 a Igreja Presbiteriana da Austrália desenvolveu por meio da sua agência missionária, a Missão Mundial Presbiteriana Australiana, relações com a Igreja Protestante em Timor-Leste (IPTL). Porém, em 2008, devido a impossibilidade da manutenção da parceria com a IPTL, a Igreja Presbiteriana da Austrália decidiu que a ausência de obras missionárias em parte do país deveria ser sanada pela criação de uma nova denominação, a Igreja Evangélica Presbiteriana de Timor-Leste. Seu primeiro presidente foi o político, diplomata e teólogo Arlindo Marçal, que ocupou o cargo até 2011.
Em 2011 foi realizado o primeiro Sínodo da igreja, que já contava com 17 congregações. O primeiro moderador da igreja foi o Reverendo Arlindo Marçal e desde o início a igreja contou com o apoio da Igreja Presbiteriana da Austrália.
O novo templo da Igreja Evangélica Presbiteriana Ebenezer de Dili, a sede administrativa da igreja em Timor Leste, foi inaugurado no dia 28 de março de 2015.
O atual moderador da denominação é o Reverendo Daniel Maçal, e com a ajuda dos missionários brasileiros a igreja está construindo novos templos.

## Relações Inter-eclesiásticas
Além de ter relações oficiais com a Igreja Presbiteriana da Austrália, que promove conferências de ensino bíblico, a Igreja Evangélica Presbiteriana de Timor-Leste, recebe ajuda missionária da Agência Presbiteriana de Missões Transculturais da Igreja Presbiteriana do Brasil e desde 2012 tem contatos com a Igreja Cristã Presbiteriana de Portugal.